# Liste der Monuments historiques in Frizon
Die Liste der Monuments historiques in Frizon führt die Monuments historiques in der französischen Gemeinde Frizon auf.

## Liste der Immobilien
| Bezeichnung | Beschreibung                                         | Standort                         | Kennzeichnung | Schutzstatus | Datum | Bild |
| ----------- | ---------------------------------------------------- | -------------------------------- | ------------- | ------------ | ----- | ---- |
| Wohnhaus    | Ausstattung aus dem 16. bis 18. Jahrhundert erhalten | 230 allée des Marronniers (Lage) | PA88000043    | Inscrit      | 2009  |      |

## Liste der Objekte
| Bezeichnung                     | Beschreibung                  | Standort                                 | Kennzeichnung | Schutzstatus | Datum | Bild |
| ------------------------------- | ----------------------------- | ---------------------------------------- | ------------- | ------------ | ----- | ---- |
| Zwei Gemälde: Vier Jahreszeiten | Ölfarbe auf Leinwand, um 1700 | im Haus 230 allée des Marronniers (Lage) | PM88001409    | Inscrit      | 2008  |      |